# Юаньлинь

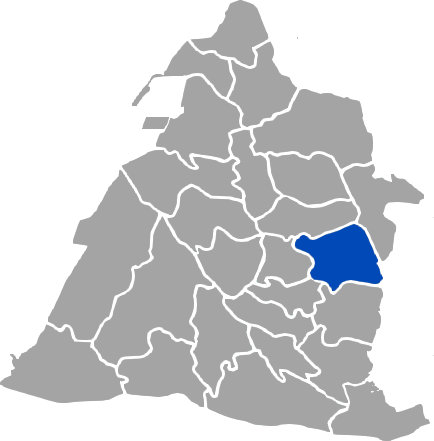
Расположение города Юаньлинь в уезде Чжанхуа

Юаньлинь (кит. 員林市) — город на Тайване, расположенный в уезде Чжанхуа. Площадь города — 40,04 км². Население — 124 725 человек.

## История
8 августа 2015 года Юаньлинь был переведен из статуса городской волости в статус города уездного подчинения после того, как квалификационный уровень населения для статуса города уездного подчинения был пересмотрен в сторону понижения с 125 000 до 100 000 человек.

## География
- Площадь: 40,04 км²
- Население: 124 725 человек (2018)

## Образование
- Университет науки и технологий Чун Чжоу

## Достопримечательности
- Зал ожидания Юаньлинь

## Транспорт

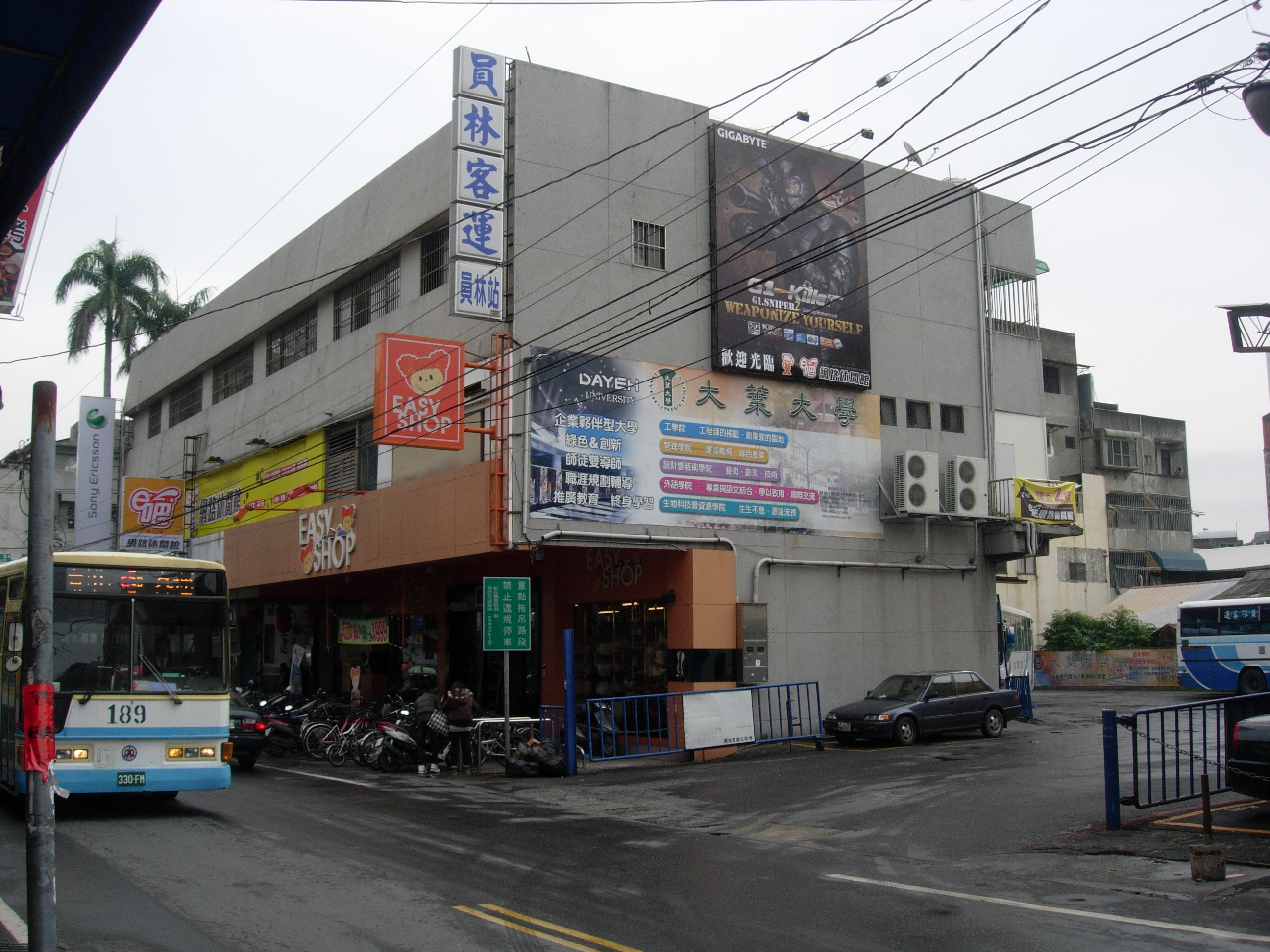
Автовокзал города Юньлинь

Автовокзал в городе Юаньлинь.